# Lac des Autannes
Lac des Autannes là một hồ phía trên Grimentz trong bang Valais, Thụy Sĩ. Hồ chứa nước có diện tích bề mặt 4,5 ha. Nó nằm ở độ cao 2686 mét.